# Light Table
Light Table — легковесная интегрированная среда разработки, написанная на ClojureScript с использованием node.js (точнее, node-webkit, в котором этот фреймворк объединён с Chromium, а начиная с версии 0.8 — electron). Разработана Крисом Грейнджером и Робертом Аттори.

## Особенности
В настоящее время IDE поддерживает разработку на Clojure, ClojureScript, JavaScript и Python, а также HTML и CSS. Для всех этих языков обеспечивается REPL, среда позволяет немедленно вычислять выражения и видеть результаты сделанных в коде изменений в режиме реального времени.
Отличительными особенностями новой среды программирования являются простота и минимализм интерфейса в сочетании с его отзывчивостью. Так, помимо мгновенного показа результата вычислений, она выражается, к примеру, в отображении документации по функции при выделении мышью её названия.
Поддержка дополнительных языков программирования возможна с помощью плагинов.

## История создания
До того, как в 2006 году Крис Грейнджер основал вместе со своим школьным другом, Робертом Аттори, биологом по образованию, свою компанию, он работал в Microsoft над Visual Studio. Они планировали обратиться в венчурный фонд Y Combinator с идеей стартапа по разработке приложения для медиков-исследователей. Но после того, как подобный проект анонсировала IBM, причём используя мощности своего суперкомпьютера Watson, молодые люди были вынуждены отказаться от своей идеи. Крис на неделю уехал к своим дедушке и бабушке, где, не имея доступа к интернету, обдумывал дальнейшие планы. Здесь ему и пришла в голову идея использовать их с Аттори наработки в области интерфейса и юзабилити в хорошо знакомой ему области программистского инструментария.
Аттори уговорил Грейнджера выложить получившийся прототип в сеть, за неделю эта страница была просмотрена более миллиона раз. Многие из посетителей предложили Гренджеру начать сбор средств на Kickstarter. Кампания была начата, в качестве целевой суммы было заявлено сумма 200 тыс. долларов, но в результате было собрано 316 тысяч. Уже имея на руках этот успех, Грейнджер обратился в Y Combinator, где на этот раз получил дополнительную поддержку.
8 января 2014 года была выпущена версия Light Table 0.6 — первая версия среды с открытым программным кодом.
LightTable — открытый продукт, дальнейшее развитие бизнеса Грейнджера связано с его новым проектом, базой данных Eve, в которой тот планирует воплотить те же принципы простоты и отзывчивости (она чем-то будет напоминать Excel). На эту разработку компания Грейнджера уже получила от инвесторов более двух миллионов долларов.

## Архитектура
Принцип, по которому построена архитектура Light Table, его создатели назвали BOT — Behavior-Object-Tag. Он родственен паттерну CES (Component-Entity-System), применяемом в основном в разработке игр.

## Награды
Light Table — финалист Jolt Awards 2015: Coding Tools, конкурса проводимого Dr. Dobb’s Journal.